# デベレツ
デベレツ（Debelets (ブルガリア語: Дебелец [dɛbɛˈlet͡s])）は、ブルガリア北部のヴェリコ・タルノヴォ州ヴェリコ・タルノヴォ市（オプシュティナ、基礎自治体）にある町。ベリツァ川に近いベリニナタ渓谷の底に位置する。町の北にはセルスキー・バイールという高い山がある。

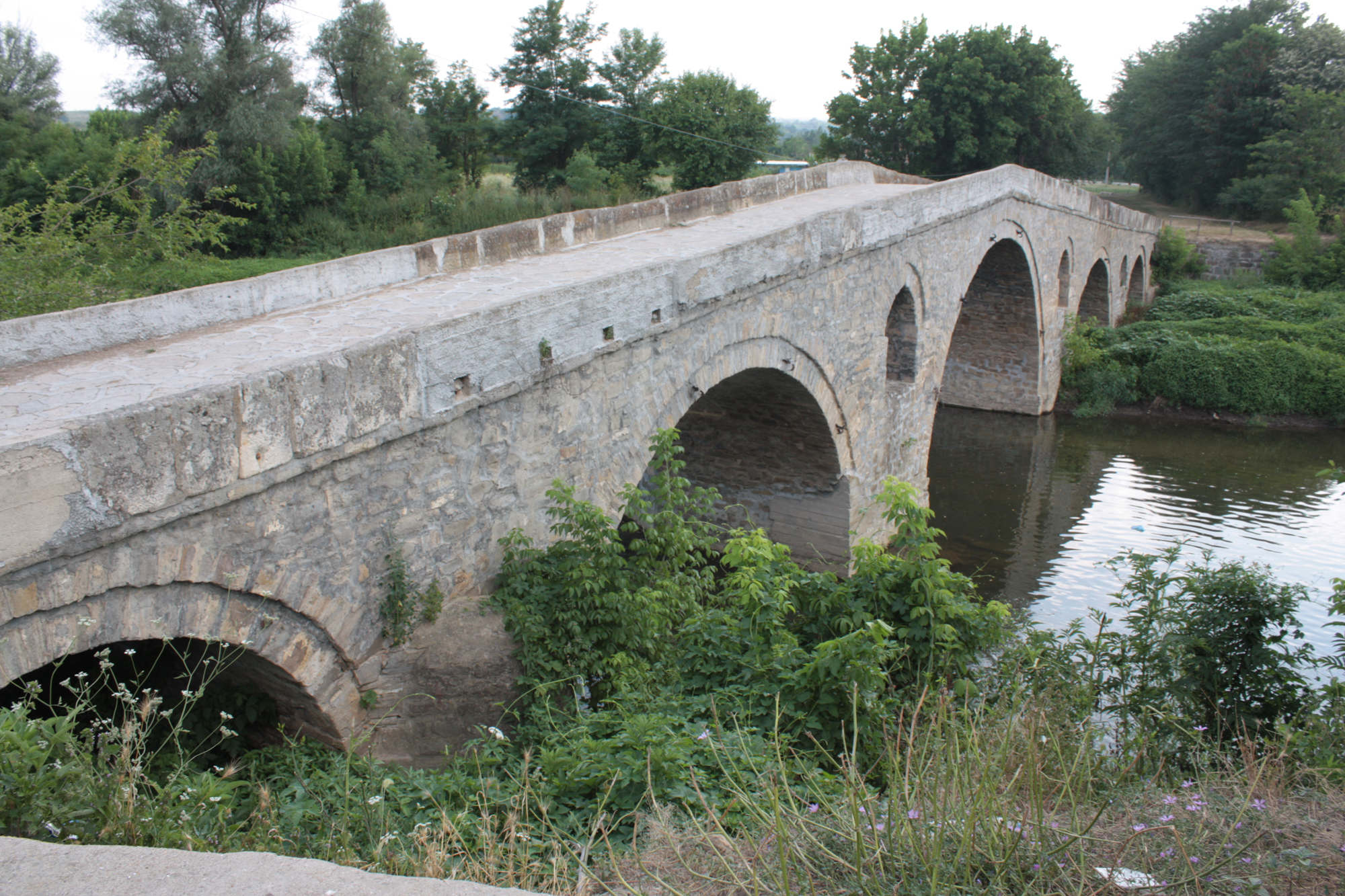
17世紀の石橋